# Orthotrichia zonata
Orthotrichia zonata är en nattsländeart som först beskrevs av Arturs Neboiss 1977.  Orthotrichia zonata ingår i släktet Orthotrichia och familjen smånattsländor. Inga underarter finns listade i Catalogue of Life.